# Krusta
La Krusta fue una versión de la pizza creada en la RDA (Alemania Oriental).
El restaurante Krusta-Stube (“la Casa de la Krusta”, en alemán) abrió en mayo de 1976 como el primer establecimiento de la Handelsorganisation (la empresa estatal de la RDA dedicada al sector servicios) en ofrecer comida italiana con un giro germanooriental. De este modo, y a diferencia de la pizza, la Krusta se preparaba en una bandeja de horno y era cuadrada, con unas dimensiones de 12 × 12 cm. Además, su masa era oscura, a base de una mezcla de harina de centeno y trigo, al estilo del Mischbrot, un pan típico alemán. Sus primeras versiones llevaban levadura, queso y se ofrecían con huevos, cebolla o Đuveč (un estofado búlgaro similar al pisto). También se ofrecía una variedad llamada Krusta Mar Negro.
El concepto fue creado por un colectivo juvenil, mezclando platos tan diversos como la tortilla española, la pizza o el Zwiebelkuchen turingio. El nombre nació de combinar el verbo brutzeln (freír) con el adjetivo krustig (crujiente). Esta denominación no fue bien recibida por la prensa: el semanario dominical berlinés Sonntag criticó el nombre elegido para vender «una variedad de la pizza italiana» y lo comparó con llamar al caviar «huevitas» (Roggi) o al gulash «pegote estofado» (Fleischmansch).
A medida que su popularidad creció, nacieron más variantes de la Krusta, cada vez más diferentes de la pizza. Algunas variedades populares incluían la Krusta de pollo (con carne de pollo y verduras); la Krusta Spreewald (con chucrut, ternera y nata agria); o la Krusta diabla (con carne picante y queso). En muchos casos, la escasez de algunos de los ingredientes obligaba a improvisar, sustituyéndolos por otros. Esto aumentó las clases de Krusta que se ofrecían, aun indirectamente.
Con la caída del muro de Berlín, la krusta, a diferencia de otros platos típicos de la RDA, dejó de ser popular.